# Secret (álbum de Ayumi Hamasaki)
Secret es el octavo álbum de estudio de la cantante japonesa Ayumi Hamasaki, por ser lanzado al mercado el 29 de noviembre del año 2006.

## Información
Éste, supuestamente iba a convertirse en el segundo mini álbum de Ayumi Hamasaki tras "Memorial address", lanzado a finales del año 2003. Incluiría los sencillos desde el primer single de 2006 "Startin'" hasta su más reciente canción "JEWEL", estrenada originalmente en septiembre para uno de los comerciales de la compañía Panasonic, y en vivo el 13 de octubre del 2006 en el especial del 20º aniversario del programa de televisión Music Station. Al lanzamiento del mini álbum se le dio gran énfasis a que, pese a que sólo contendría siete canciones de las cuales sólo tres serían inéditas, todas ellas contendrín un vídeo musical, los cuales serían incluidos al interior de un DVD adicional que sería incluido al álbum (al igual que con "Memorial address", pero éste incluía el bonus track titulado de la misma forma del álbum). También el hecho de que se entregaría un póster de tamaño consirable a los primeros que consigan el álbum, que era edición limitada.
Los fanáticos ya se habían asimilado a la idea de recibir un mini álbum cuando todo cambió sorpresivamente cuando el día 23 de octubre, solo algunos días después de haberse anunciado que sería finalmente titulado "Secret", se daba a conocer que no sería más el segundo mini álbum de la artista; sino que en vez se convertiría en su octavo álbum de estudio, con catorce temas en total. El DVD también contendría catorce pistas, los cuales eran siete videos musicales de los temas promocionales del álbum y adicionalmente las siete escenas de "making off" de cada uno de ellos. Días después la misma Ayumi escribió a sus fanáticos en el blog de la página de su club de fanes oficial el cual es llamado TeamAyu, avisando que ella había sido la de la idea de no finalmente no realizar el proyecto del mini álbum y hacer un álbum de estudio, pero como ya todo estaba listo para solo agregar las siete canciones, estaban trabajando arduamente grabando los siete temas restantes para el álbum. El día 6 de noviembre se dio a conocer en el mismo blog que las grabaciones de las siete canciones restantes habían llegado a su final, y ya al otro día de ocurrido esto la lista de las canciones del álbum se filtró por internet.
El álbum contiene todos los sencillos lanzados al mercado al interior del año 2006, que sorpresivamente para la carrera de Ayumi son solo dos singles promocionales. Este año es el primero que Ayumi tiene tan poca actividad musicalmente, ya que solo sacó su álbum "(miss)understood" el primer día del año, dos meses después "Startin' / Born To Be..." y 2 meses después "BLUE BIRD". Se creyó que en un comienzo, cuando los comerciales de los temas "JEWEL" y "1 LOVE" salieron al aire al interior de promociones de algunos productos electrónicos de Panasonic, se lanzaría un sencillo de doble cara con ambos temas, pero nada de esto ocurrió efectivamente y en reemplazo fue planeado este álbum. El lado-b "teens", un cover de la banda TRF, y que fue incluido en el sencillo de "Startin' / Born To Be...", es uno de los pocos temas que han sido contenidos en un sencillo que no han sido incluidos en un álbum. "Beautiful Fighters" presente en el sencillo de "BLUE BIRD" si será incluido como uno de los temas, como la mayoría de los temas grabados inicialmente para un sencillo de Ayumi y que finalmente son incluidos en los álbumes de estudio.
En su primera semana a la venta el álbum se fue de forma predecible al primer lugar de las listas de Oricon, logrando vender 386 mil copias. Este se convierte en el álbum que ha conseguido un debut más débil de toda la carrera de Ayumi, superando incluso al mini álbum "Memorial address", que había sido hasta entonces su álbum de peor debut con 524 mil copias vendidas. Se espera que el álbum en total venda en total entre 700 y 800 mil copias, lamentablemente con pocas esperanzas de romper el millón de copias vendidas.
Aunque hay quien atribuye esta bajada de ventas al fenómeno internet. La música se descarga y la gente no compra discos. De lo contrario Ayumi Hamasaki no seguiría donde está, ni seria número 1. 
En 2007 el tema que da título al álbum, "Secret", fue escogido para ser el tema principal de la película coreana Confesiones de Dolor. En julio, debido a esto, fue incluido como b-side del sencillo "glitter / faded".

## Canciones

### CD
Todas las letras escritas por Ayumi Hamasaki.

| N.º | Título                            | Música           | Arreglistas(s)      | Duración |  |
| 1.  | «Not Yet»                         | CMJK             | CMJK                | 2:01     |  |
| 2.  | «until that Day...»               | CMJK             | CMJK                | 4:48     |  |
| 3.  | «Startin'»                        | Kazuhiro Hara    | CMJK                | 4:19     |  |
| 4.  | «1 LOVE»                          | Yoji Noi         | HΛL                 | 4:30     |  |
| 5.  | «It was»                          | Naruya Ihashi    | Tasuku              | 4:10     |  |
| 6.  | «LABYRINTH» (música instrumental) | HΛL              | HΛL                 | 1:43     |  |
| 7.  | «JEWEL»                           | Tetsuya Yukumi   | Shingo Kobayashi    | 4:16     |  |
| 8.  | «momentum»                        | Tetsuya Yukumi   | HΛL                 | 4:12     |  |
| 9.  | «taskinst» (música instrumental)  | Tasuku           | Tasuku              | 1:36     |  |
| 10. | «Born To Be...»                   | Kazuhiro Hara    | Kazuhiro Hara, CMJK | 4:51     |  |
| 11. | «Beautiful Fighters»              | Kazuhito Kikuchi | CMJK                | 5:16     |  |
| 12. | «BLUE BIRD»                       | D.A.I            | HΛL                 | 4:09     |  |
| 13. | «kiss o' kill»                    | Tetsuya Yukumi   | Keiji Tanabe        | 4:40     |  |
| 14. | «Secret»                          | Tetsuya Yukumi   | Hikari              | 4:58     |  |

### DVD
| N.º | Título                             | Director(es)    | Duración |  |
| 1.  | «Startin'» (videoclip)             | Takahide Ishii  | 5:29     |  |
| 2.  | «Born To Be...» (videoclip)        | Takahide Ishii  | 4:51     |  |
| 3.  | «BLUE BIRD» (videoclip)            | Takahide Ishii  | 4:13     |  |
| 4.  | «Beautiful Fighters» (videoclip)   | Takahide Ishii  | 5:57     |  |
| 5.  | «JEWEL» (videoclip)                | Wataru Takeishi | 4:20     |  |
| 6.  | «1 LOVE» (videoclip)               | Hideaki Sunaga  | 5:03     |  |
| 7.  | «momentum» (videoclip)             | Takahide Ishii  | 4:41     |  |
| 8.  | «Startin'» (making clip)           | Takahide Ishii  | 4:58     |  |
| 9.  | «Born To Be...» (making clip)      | Takahide Ishii  |          |  |
| 10. | «BLUE BIRD» (making clip)          | Takahide Ishii  |          |  |
| 11. | «Beautiful Fighters» (making clip) | Takahide Ishii  |          |  |
| 12. | «JEWEL» (making clip)              | Wataru Takeishi | 4:46     |  |
| 13. | «1LOVE» (making clip)              | Hideaki Sunaga  | 4:30     |  |
| 14. | «momentum» (making clip)           | Takahide Ishii  |          |  |

| Antecesor        | Álbumes Originales de Ayumi Hamasaki | Sucesor |
| ---------------- | ------------------------------------ | ------- |
| (miss)understood | Álbumes Originales de Ayumi Hamasaki | Guilty  |

- Datos: Q1756292